# Gahnita
La gahnita és un mineral de la classe dels òxids, que pertany al grup de l'espinel·la. Va rebre el seu nom l'any 1807 per Baron Karl Marie Ehrenbert von Moll en honor del químic i mineralogista suec Johan Gottlieb Gahn. Aquest nom va reemplaçar el seu nom anterior, automalita, posat per Anders Gustav Ekeberg.

## Característiques
La gahnita és un òxid de fórmula química ZnAl₂O₄. Cristal·litza en el sistema isomètric. La seva duresa a l'escala de Mohs es troba entre 7,5 i 8. Forma una sèrie de solució sòlida amb l'espinel·la, i una altra amb l'hercynita.
Segons la classificació de Nickel-Strunz, la gahnita pertany a «04.BB: Òxids amb proporció Metall:Oxigen = 3:4 i similars, amb només cations de mida mitja» juntament amb els següents minerals: cromita, cocromita, coulsonita, cuprospinel·la, filipstadita, franklinita, galaxita, hercynita, jacobsita, manganocromita, magnesiocoulsonita, magnesiocromita, magnesioferrita, magnetita, nicromita, qandilita, espinel·la, trevorita, ulvöspinel·la, vuorelainenita, zincocromita, hausmannita, hetaerolita, hidrohetaerolita, iwakiïta, maghemita, titanomaghemita, tegengrenita i xieïta.

## Varietats
Es coneixen fins a quatre varietats de gahnita. La gahnita cúprica és una varietat que conté coure, que va ser descoberta a les fumaroles del volcà Tolbàtxik, a Rússia. La kreittonita és una varietat de gahnita amb ferro, amb una relació Zn:Fe de 1,64:1. La limaïta és una varietat estannífera, trobada a Ponte de Lima, a Viana do Castelo (Portugal). La gahnita mangànica és una varietat que, com el seu nom indica, conté manganès.

## Formació i jaciments
És un mineral accessori en granits i pegmatites de granit. Es troba també en roques metamòrfiques de mig i alt grau, i en dipòsits de sulfurs de metalls metamorfosats. Sol trobar-se associada a altres minerals com: rhodonita, franklinita, calcita, andradita, wil·lemita, corindó, pirrotina, högbomita, nigerita, flogopita, estaurolita, cordierita, pirita o calcopirita. Va ser descoberta l'any 1807 a la mina Falun, a Falun (Dalarna, Suècia). Als territoris de parla catalana ha estat descrita al Cap de Creus (Alt Empordà) i a la mina Victoria (Arres, Vall d'Aran).